# Amtsgericht Trebbin
Das Amtsgericht Trebbin war ein preußisches Amtsgericht mit Sitz in Trebbin, Provinz Brandenburg.

## Geschichte
In Trebbin diente das königliche Land- und Stadtgericht Trebbin bis 1849 als Eingangsgericht. Daneben bestanden Patrimonialgerichte. Ab 1849 war das königliche Kreisgericht Berlin das zuständige Gericht. In Trebbin wurde eine Zweigstelle (Gerichtskommission) gebildet. Übergeordnet war das Kammergericht als Appellationsgericht. Im Rahmen der Reichsjustizgesetze wurden diese Gerichte aufgehoben und reichsweit einheitlich Oberlandes-, Land- und Amtsgerichte gebildet. Während nahezu alle Gerichtskommissionen in Amtsgerichte umgewandelt wurden, galt dies nicht für Trebbin. Der Sprengel der Gerichtskommission Trebbin wurde vielmehr zwischen dem Amtsgericht Potsdam und dem Amtsgericht Berlin II aufgeteilt. In Trebbin wurde lediglich alle drei Wochen ein Gerichtstag abgehalten. In einer Petition der Stadt Trebbin und 17 benachbarter Gemeinden an den Preußischen Landtag versuchte man diese Entscheidung zu revidieren. Hauptargument war die Entfernung zum zuständigen Gericht, die von Trebbin aus 35 km betrug. Der entfernteste Ort war sogar 42 km vom Gerichtssitz entfernt. Auch hatte die Stadt Trebbin gemäß einem Vertrag mit dem Justizfiskus aus dem Jahre 1858 ein Gerichtsgebäude und Gefängnis erbaut. Die Justizkommission der Regierung hatte dagegen keine ausreichendes Aufkommen an Rechtssachen gesehen und reklamierte das Fehlen einer Richterwohnung. Die Bemühungen hatten Erfolg. Im Jahre 1887 beschloss der Landtag die Einrichtung des königlich preußischen Amtsgerichtes Trebbin zum 1. Januar 1888. Der Gerichtsbezirk setzte sich danach wie folgt zusammen:
- aus dem Bezirk des Amtsgerichtes Berlin II der Stadtbezirk Trebbin und die Amtsbezirke Groß Beuthen, Neuendorf, Lüdersdorf und Wietstock
- aus dem Bezirk des Amtsgerichtes Potsdam der Amtsbezirk Siethen
- aus dem Bezirk des Amtsgerichtes Luckenwalde der Amtsbezirk Blankensee[2] Übergeordnet war das Landgericht Berlin II im Bezirk des Kammergerichtes. Der Sitz des Gerichtes war die Stadt Trebbin.

Nach dem Zweiten Weltkrieg wurde das Amtsgericht Trebbin dem Landgericht Potsdam zugeordnet. Zum 1. Juli 1951 wurde das Amtsgericht Trebbin in eine Zweigstelle des Amtsgerichtes Teltow umgewandelt. Im Jahre 1952 wurden in der DDR die Amtsgerichte abgeschafft und stattdessen Kreisgerichte gebildet. Trebbin kam zum Kreis Luckenwalde, zuständiges Gericht war damit das Kreisgericht Luckenwalde. Das Amtsgericht Trebbin wurde aufgehoben und auch nach dem Zusammenbruch der DDR nicht neu errichtet.